# Ильо Воевода
Ильо Воевода (болг. Ильо войвода, макед. Иљо Војвода), настоящее имя — Илия Марков (болг. Илия Марков, макед. Илија Марков), также известен как Дед Ильо Малешевский (макед. Дедо Иљо Малешевски; 28 мая 1805, Берово — 17 апреля 1898, Кюстендил) — болгарский революционер , участвовавший в борьбе за независимость Болгарии от турецкого ига. Его родственником является революционер Димитр Попгеоргиев (1840-1907). Ильо Воевода является национальным героем в Болгарии.

## Ранние годы
Илия родился в деревне Берово, входившей в Румелийский эйялет Османской империи (ныне Республика Македония). Известно, что день его рождения — 28 мая, однако точный год не установлен — по самым ранним упоминаниям, Илия родился в 1805 году, хотя историк Васил Стоянов считает годом рождения 1822 год (в 1867 году Ильо было около 45 лет, со слов Стоянова), а Йован Хаджи-Василевич — 1815 год (по версии Хаджи-Василевича, в 1865 году Ильо было 50 лет). Отец — Марко Попгеоргиев, бедный крестьянин.
Ильо с ранних лет состоял в движении гайдуков, будучи воеводой чет в Малешево, Риле и Пирине. Некоторое время он служил в Рильском монастыре хранителем ключей. В 1861 году Илия вступил в Болгарскую легию и в её составе участвовал в русско-турецкой войне как солдат болгарского ополчения.

## Освобождение Болгарии
Ильо использовал любую возможность для оказания посильной помощи Родине в борьбе с турецким игом. Во время русско-турецкой войны он руководил отрядом из Ловеча и служил в Западном отряде русской армии Иосифа Владимировича Гурко. Участвовал в боях за Софию, Радомир и Кюстендил. Как представитель Болгарии присутствовал на подписании Сан-Стефанского мирного договора, признававшего независимость Болгарии. Награждён медалью за храбрость.

## После независимости Болгарии
Радость от освобождения Болгарии от турецкого ига оборвалась после того, как Берлинский трактат уменьшил границы Болгарии и разделил её на три части: собственно Княжество Болгария, автономная Восточная Румелия и возвращённая туркам Македония. Это вылилось в Кресненско-Разложское восстание в Македонии, где Ильо участвовал. Восстание было вскоре подавлено. Вскоре Ильо, невзирая на преклонный возраст, участвовал в сербско-болгарской войне, командуя отрядом из Радомира и сражаясь при городах Брезник, Сливница и Вране.

## Память
Ильо Воевода умер 17 апреля 1898 в возрасте 92 лет в Кюстендиле. Он считается народным героем в Болгарии и Македонии, и его образ сильно окутан мистикой и загадочностью. Об Ильо Воеводе сложено много песен. Некоторые из его личных вещей хранятся в монастыре Архангела Михаила в Берово, который является и городским музеем. Дом, в котором Ильо жил с 1878 по 1898 годы, был отреставрирован к 100-летию независимости Болгарии и стал домом-музеем. В Кюстендиле захоронены и останки Ильо Воеводы.
Также имя Ильо Воеводы носит мыс на острове Шишкова (Кларенс) из архипелага Южные Шетландские острова.